# Irlands damlandslag i volleyboll
Irlands damlandslag i volleyboll representerar Irland i volleyboll på damsidan.  De har deltagit i Europamästerskapet i volleyboll för små nationer flera gånger, där de vanligen kommit bland de sista lagen..

### Fotnoter
1. ↑  ”HISTORY” (på engelska). Fédération Luxembourgeoise de Volleyball. https://novotelcup.lu/home/history. Läst 12 november 2023.
2. ↑  ”2000/2001 Senior European Championships” (på engelska). Confédération Européenne de Volleyball. https://www-old.cev.eu/Competition-Area/competition.aspx?ID=51&PID=-2. Läst 22 oktober 2023.
3. ↑  ”2004/2005 European Championships - Category C” (på engelska). Confédération Européenne de Volleyball. https://www-old.cev.eu/Competition-Area/Competition.aspx?ID=144&PID=333. Läst 25 mars 2023.
4. ↑  ”2009 European Championships” (på engelska). Confédération Européenne de Volleyball. https://www-old.cev.eu/Competition-Area/competition.aspx?ID=388&PID=-2. Läst 22 oktober 2023.
5. ↑  ”2011 CEV Volleyball European Championship” (på engelska). Confédération Européenne de Volleyball. https://www-old.cev.eu/Competition-Area/competition.aspx?ID=15&PID=-2. Läst 22 oktober 2023.
6. ↑  ”2013 CEV Volleyball European Championship” (på engelska). Confédération Européenne de Volleyball. https://www-old.cev.eu/Competition-Area/competition.aspx?ID=560&PID=-2. Läst 22 oktober 2023.
7. ↑  ”2015 CEV Volleyball European Championship - Women” (på engelska). Confédération Européenne de Volleyball. https://www-old.cev.eu/Competition-Area/competition.aspx?ID=701&PID=-2. Läst 22 oktober 2023.
8. ↑  ”Small Countries Division 2019 » classification :” (på engelska). Volleybox. https://women.volleybox.net/women-small-countries-division-2019-o11404. Läst 22 oktober 2023.
9. ↑  ”Women’s Tournaments” (på engelska). Small Countries Association. 10 april 2022. https://cevsca.com/womens-tournaments/. Läst 22 oktober 2023.
10. ↑  ”Iceland are the 2023 SCA women’s champions” (på engelska). Confédération Européenne de Volleyball. https://www.cev.eu/articles/volleyball/iceland-are-the-2023-sca-women-s-champions/. Läst 22 oktober 2023.
11. ↑  ”Ireland” (på engelska). CEV. https://www-old.cev.eu/Competition-Area/CompetitionTeamDetails.aspx?TeamID=8651. Läst 19 mars 2023.